# Bazemont
Bazemont is een gemeente in het Franse departement Yvelines (regio Île-de-France) en telt 1539 inwoners (2005). De plaats maakt deel uit van het arrondissement Mantes-la-Jolie.

## Geografie
De oppervlakte van Bazemont bedraagt 6,6 km², de bevolkingsdichtheid is 233,2 inwoners per km².
De onderstaande kaart toont de ligging van Bazemont met de belangrijkste infrastructuur en aangrenzende gemeenten.

## Demografie
Onderstaande figuur toont het verloop van het inwonertal (bron: INSEE-tellingen).